# سونيك رايدرز
سونيك رايدرز (بالإنجليزية: Sonic Riders)‏ (باليابانية:ソニックライダーズ) هي لعبة فيديو سباق بلوح طائرمن النوع هوفر بورد .، الناشر للعبة هي شركة سيجا و تطوير من قبل سونيك تيم ومصمم اللعبة كينجيرو موريموتو، صدرت في الأسواق سنة 2006، وتعمل على منصات بلاي ستيشن 2، إكس بوكس وغيم كيوب.

## شخصيات لعبة سونيك رايدرز
تتميز لعبة سونيك رايدرز بـ 16 شخصية قابلة للعب، بما في ذلك شخصيات ضيفية من "Nights into Dreams"، "Space Channel 5"، و "Super Monkey Ball".
- سونيك
- تيلز
- ناكلز
- القنفذ شادو
- الخفاشة روج
- أوميغا
- آيمي روز
- الأرنبة كريم
- دكتور إغمان
- جيت ذا هوك
- ويف ذا سواولو
- ستورم ذا ألباتروس

## روابط خارجية
- سونيك رايدرز على موقع IMDb (الإنجليزية)